# Antoni Słonimski

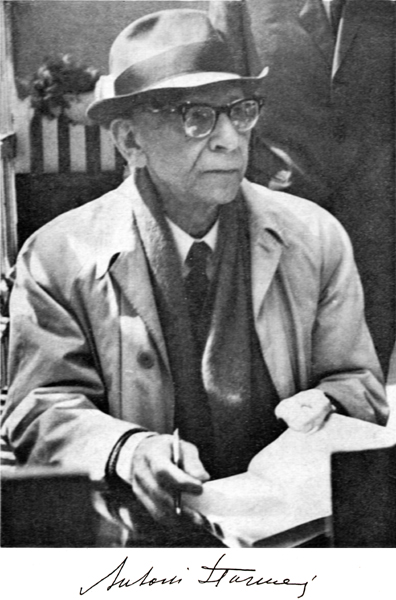
Antoni Słonimski

Antoni Słonimski (* 15. November 1895 in Warschau, Russisches Kaiserreich; † 4. Juli 1976 ebenda) war ein polnischer Poet und Autor.

## Leben
Als Kind einer jüdischen Arztfamilie und Enkel von Chajim Slonimski wuchs Antoni Słonimski in Warschau auf; später konvertierte er zum Katholizismus. Er studierte in Warschau und München Malerei und Kunstgeschichte. 1913 bis 1919 arbeitete er als Grafiker für die Satirezeitschrift Sowizdrzał. Im Jahr 1919 begründete er gemeinsam mit Julian Tuwim und Jarosław Iwaszkiewicz die Skamander-Gruppe der experimentellen Poeten. In der einflussreichen Zeitschrift Wiadomości Literackie veröffentlichte er ab 1924 zahlreiche Kritiken. Als 1939 deutsche Truppen Polen besetzten, ging Słonimski ins Exil: zunächst nach Paris; 1940 floh er nach London. 1951 kehrte er nach Polen zurück und war einige Jahre Präsident des polnischen Schriftstellerverbandes, ehe er 1959 von der Regierung unter Władysław Gomułka aus allen Ämtern entfernt wurde. Er engagierte sich aktiv gegen den Stalinismus und für eine politische Liberalisierung, weswegen er zuletzt nur noch in der katholischen Zeitschrift Tygodnik Powszechny veröffentlichen konnte. Sein Privatsekretär ab 1971 war Adam Michnik.
Słonimski war ein Allroundtalent. Er schrieb nicht nur Gedichte, sondern auch bissige Feuilletons und Theaterkritiken, mit seinem Freund Julian Tuwim verfasste er zum 1. April absurde Geschichten, die später in der Sammlung „W oparach absurdu“ (In Schwaden des Absurden) erschienen.
Er starb an den Folgen eines Autounfalls. Der Molekularbiologe Piotr Slonimski war sein Neffe.

## Werke
- Droga na wschód (Straße nach Osten; 1924). Gedichtsammlung, inspiriert von Reisen nach Palästina und Brasilien
- Rodzina (Familie; 1933). Komödie über zwei Brüder, der eine Kommunist, der andere ein Nationalsozialist
- Dwa końce świata (Zweimal Weltuntergang; 1937; Deutsch: Suhrkamp 1986, übersetzt von Edda Werfel, Phantastische Bibliothek Band 166). Satire über einen Diktator, der nahezu die gesamte Weltbevölkerung auslöscht
- Misère et grandeur de la Russie rouge. Frz., aus dem Polnischen von Marie Rakowska. Nouvelle Revue Critique, Paris 1930
- Torpeda czasu. 1924. Deutsch von Klaus Staemmler: Der Zeittorpedo. Phantastischer Roman. Vorwort von Stanisław Lem. Suhrkamp 1984. (Phantastische Bibliothek. 131.)

## Gedichtvertonung
- Szymon Laks (1901–1983): Elegia żydowskich miasteczek (Klagelied für die jüdischen Schtetl; 1961) für Singstimme und Klavier